# 헤나투 산시스
헤나투 주니오르 루스 산시스(포르투갈어: Renato Júnior Luz Sanches, 1997년 8월 18일 ~ )는 로마와 포르투갈 축구 국가대표팀에서 미드필더로 활약하고 있는 포르투갈의 축구 선수이다.
그는 2014년 벤피카 리저브팀에서 첫 프로 데뷔전을 치렀고, 10개월 뒤 1군 팀에서도 데뷔하였다. 그는 2015-16 시즌 벤피카의 주전 미드필더로 자리잡으면서 팀이 프리메이라리가와 타사 다 리가 우승을 하는데 일조를 하였다. 이러한 실력을 바탕으로 2016년 불가리아와의 친선 경기를 통해 포르투갈 축구 국가대표팀에도 데뷔하였으며, UEFA 유로 2016 최종 명단에서도 발탁되었다.
2016년 5월 10일 그는 바이에른 뮌헨과 5년 계약을 맺게 되었다.

## 어린 시절
산시스는 리스본의 메트로폴리탄 지역 아마도라-신트라에 있는 병원에서 상투메 프린시페 출신의 부친 헤나투 산시스 1세와 카보베르데 출신의 모친 마리아 다스 도레스에게 태어났다. 자신의 조모에 의하여 "Bulo"라고 별명이 지어진 그는 리스본의 가난한 이웃 무스게이라에서 자라왔다. 그의 부모는 그의 탄생 후에 헤어지고 부친은 프랑스에 일하러 이주하였다. 산시스의 출생은 그의 부친이 2002년 귀국할 때까지 신고되지 않았으며 부모가 그에게 세례를 받게 하였다. 그는 1997년 8월 18일 오후 3시 25분의 생년월일과 함께 2002년 8월 22일에 신고되었다.
그는 8세의 나이로 아기아스 다 무스게이라에서 축구 훈련을 받기 시작하여 2006년 9세의 나이로 SL 벤피카의 청소년 시스템에 입단하였다. 팀은 그에게 7백 5십 유로를 내고 그의 서명을 위하여 25개의 축구공을 주었다. 그는 15분간 팀과 함께 훈련을 받은 후에 자신을 데려가도록 SL 벤피카를 납득시켰으나 기초적으로 그는 타구스강 반대편의 세익살에 있는 그들의 아카데미로 여행에 관한 보호를 매일 가졌다.

## 클럽 경력

### SL 벤피카
산시스는 세컨드 디비전에서 벤피카 B 팀과 함께 2014 ~ 15 캠페인에서 자신의 프로 데뷔를 하였다. 그는 2014년 10월 5일 경기에서 자신의 첫 출연을 하여 CD 페이렌스를 상대로 2 대 2의 전반전에서 뛰기 시작하였다. 시즌의 후반에 그는 레드카드와 함께 2번이나 퇴장을 당하였는데 2015년 1월 11일 포르투 B에 3 대 2로 승리를 거둔 경기에서 보결 선수로, 그리고 3월 7일 CD 산타클라라와 1 대 1로 비긴 경기에서 출발 선수로서였다.

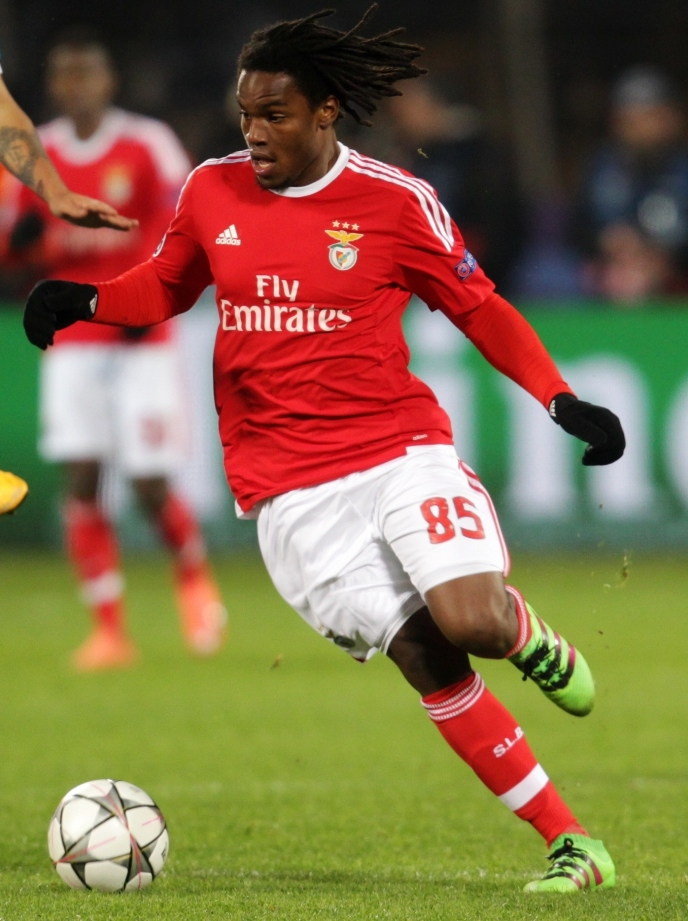
2016년 3월 제니트 상트페테르부르크로 향하는 챔피언스 리그에서

2015 ~ 16 시즌에서 예비 팀과 1년을 보낸 후, 그는 처음으로 훈련 기간들을 위해서만 기초적으로 진급되었다. 그는 예비 경기들에서 활약하는 데 남아있었고 8월 30일 그는 바르짐 SC에게 2 대 1로 패한 경기에서 자신의 첫 골을 득점하였다. 17일 후에 산시스는 CD 아베스에게 3 대 2로 패한 페널티킥에서 2골을 득점하였다. 10월 21일 UEFA 유스리그에서 그는 갈라타사라이 SK에 11 대 1로 우승한 조별 경기에서 멀리서 득점하였다. 9일 후에 산체스는 자신의 팀을 위한 데뷔를 하여 CD 톤델라를 상대로 4 대 0으로 우승한 경기의 74분에서 조나스를 대체하였다.
2015년 11월 국제적 휴식이 있던 후에 산시스는 4천 5백만 유로에서 조목을 내보내면서 2021년까지 SL 벤피카와 새로운 계약을 맺었다. 25일 그는 출발 라인업에서 첫 출연하여 UEFA 챔피언스리그의 조별 경기를 위하여 FC 아스타나와 2 대 2로 비긴 경기에서 90분간 뛰었다. 다음 월요일 산시스는 다시 출발하여 이번에 브라가에서 열린 프리메이라리가의 우승에서 자신의 상연을 위한 대중매체로부터 칭찬을 받았다. 18세의 나이로 12월 4일 그는 아카데미카 드 코임브라의 골키퍼 페드루 트레게이라를 30m 스트라이크와 함께 꺾어 3 대 0의 승리에서 SL 벤피카를 위한 자신의 첫 골을 득점하여 에스타디우 다 루스에서 21세기의 홈골을 득점하는 데 SL 벤피카의 최연소 선수가 되었다.
1월 2일 그는 두번째 골을 추가하였는 데 리그에서 비토리아 SC에서 단 하나의 득점하였다. 4월 24일 그는 자신이 1 대 0의 승리 후에 한복판을 떠날 때 원숭이의 소리를 만든 히우 아브 FC의 어떤 성원자들에 의하여 인종차별의 목표였다. 그는 웃고 자신의 팔들을 움직여 원숭이 소리를 흉내내면서 자극으로 대답하였다. 5월 8일 산시스는 CS 마리티무에 2 대 0으로 우승한 전반전에서 2번째 옐로 카드와 함께 퇴장당하여 CD 나시오날에 승리를 거둔 자신들의 타이틀을 유지한 SL 벤피카의 마지막 리그를 놓쳤다. 5월 20일 코임브라에서 열린 자신의 마지막 경기 2016년 타사 다 리가에서 SL 벤피카는 CS 마리티무에 6 대 2로 리그컵을 우승하였다.

### 바이에른 뮌헨
2016년 5월 10일 산시스는 3천 5백만 유로를 위한 바이에른 뮌헨과 5년 계약을 맺었다. 이 이적과 함께 그는 국내 리그를 떠나는데 가장 비싼 포르투갈 선수가 되었으며, 바이에른 팀에 입단한 첫 포르투갈 선수이기도 하다. 기초적 보수는 하비 마르티네스, 마리오 괴체와 아르투로 비달에 이어 바이에른 뮌헨 역사상 4번째로 가장 높은 돈을 받은 것이었다.
허벅다리 부상으로부터 회복 후, 산시스는 9월 9일 자신의 바이에른 뮌헨 데뷔를 하여 FC 샬케 04에 2 대 0으로 승리를 거둔 매치에 비달의 자리에서 시작하였다. 그는 요주아 키미히에 의하여 교체되기 전에 자신의 71분에서 오류를 만들었어도 주장 필리프 람과 골키퍼 마누엘 노이어에 의하여 확신이 주어졌다. 10월 24일 그는 21세 이하의 최고 유럽 선수로 골든 보이상을 수상하는데 첫 포르투갈 선수가 되었다.

## 국가 대표팀 경력
산시스는 모든 포르투갈 연령별 대표팀을 거치는데 모두 40번의 출장 기회를 얻었다. 그는 2014년 UEFA 유러피언 17세 이하 챔피언십에서 포르투갈을 대표하여 그들이 잉글랜드에 패한 준결승전에 도달하는 데 도움을 주었다. 그는 토너먼트의 팀에서 임명되었다.
2016년 3월 18일 그는 불가리아와 벨기에를 상대로 친선 경기를 가지는 데 시니어 선수단을 위하여 페르난두 산투스에 의하여 소집되었다. 그는 레이리아에서 열린 불가리아와 친선 경기에 0 대 1로 패배에서 윌리앙 카르발류를 위한 76분째 보결 선수로서 포르투갈 축구 국가대표팀에 데뷔하였고, 곧 그는 한복판을 침입한 팬들에 의하여 인사를 받았다.

### UEFA 유로 2016

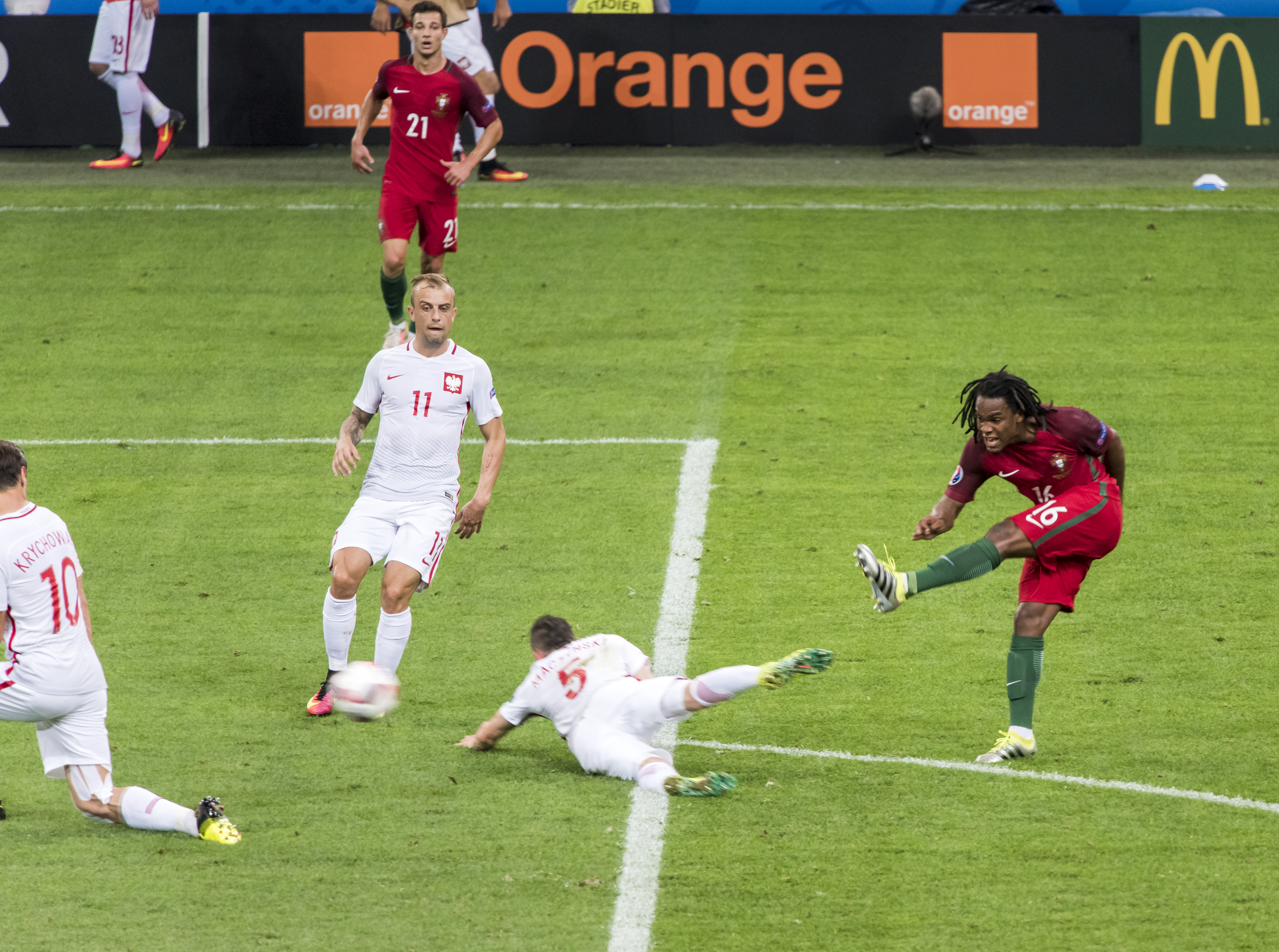
UEFA 유로 2016 8강전에서 폴란드를 상대로 득점하는 산시스

산시스는 UEFA 유로 2016을 위하여 소집되어 국제 경연을 위하여 최연소 포르투갈 선수로 선택되어 12년 동안 크리스티아누 호날두에 의하여 보유된 기록을 깼다. 그는 생에티엔에서 열린 아이슬란드를 상대로 팀의 개막 경기에서 연속적 데뷔를 하여 1 대 1의 비김의 마지막 19분에서 조앙 모티뉴를 대체하였다. 그는 6월 25일 크로아티아를 상대로 16강전에서 1 대 0의 연장전에서 매치의 단 한골에 기여하였고 매치의 선수로 뽑혔다.
5일 후에 폴란드를 상대로 준준결승전에서 주요 토너먼트에서 출발하는 데 최연소 포르투갈 선수로서 호날두의 기록을 차지하였다. 나니와 좌우 연타를 가진 후, 그는 골대의 외부로부터 슛하여 전반전에서 동점을 매겨 유럽 챔피언십에서 녹아웃 경기에 득점한 최연소 선수가 되었다. 1 대 1의 비긴 경기 후에 그는 포르투갈의 페널트 슛 승리에 두번째 골을 득점하여 또 한번 매치의 선수로 뽑혔다. 경기에 이어 그의 동료 선수들 나니와 조제 폰트는 산치스가 자신의 선배들로부터 배우는 데 그의 체력, 신임과 욕망을 칭찬하였다. 토너먼트의 결승전에서 개최국 프랑스를 상대로 포르투갈의 1 대 0의 연장전 승리 후에 산시스는 자신의 상연으로 최우수 신인 선수 상을 수상하였다.

## 수상

### 클럽
벤피카
- 프리메이라리가: 2015–16[2]
- 타사 다 리가: 2015–16

### 개인
- UEFA 유럽 축구 선수권 대회 : 최우수 신인 선수상 (2016)
- UEFA 유로 2016 맨 오브 더 매치 : vs. 크로아티아 (16강전), vs. 폴란드 (8강전)